# Cyanea pseudofauriei
Cyanea pseudofauriei är en klockväxtart som beskrevs av Thomas G. Lammers. Cyanea pseudofauriei ingår i släktet Cyanea, och familjen klockväxter. Inga underarter finns listade i Catalogue of Life.